# Portugalczycy
Portugalczycy – naród pochodzenia celtycko-romańskiego (reszta kraju), posługujący się językiem portugalskim. Zamieszkuje głównie Portugalię (około 10 mln). Ponadto od 40 do 100 mln osób pochodzenia portugalskiego skupiają kraje obu Ameryk, głównie Brazylia, Stany Zjednoczone, Kanada, a także państwa Europy Zachodniej – ponad 150 tys. w Szwajcarii oraz 150 tys. w Niemczech (emigracja zarobkowa lat 60. i 70. XX wieku). Relatywnie duże społeczności portugalskie przebywają również bądź przebywały w byłych portugalskich koloniach. Portugalczycy w przeważającej większości są katolikami.